# MTV Europe Music Award al miglior artista tedesco
L'MTV Europe Music Award al miglior artista tedesco (MTV Europe Music Award for Best German Act) è uno dei premi degli MTV Europe Music Awards, che viene assegnato dal 1998.

## Albo d'oro

### Anni 1990
| Anno | Vincitore                                      | Nominati                                                 |
| ---- | ---------------------------------------------- | -------------------------------------------------------- |
| 1998 | vedi MTV EMA come MTV Select — Europa centrale | vedi MTV EMA come MTV Select — Europa centrale           |
| 1999 | Xavier Naidoo                                  | - Absolute Beginner - Freundeskreis - Guano Apes - Sasha |

### Anni 2000
| Anno | Vincitore     | Nominati                                                                  |
| ---- | ------------- | ------------------------------------------------------------------------- |
| 2000 | Guano Apes    | - Die Ärzte - Die Toten Hosen - Echt - Fünf Sterne Deluxe                 |
| 2001 | Samy Deluxe   | - Die Ärzte - Echt - No Angels - Rammstein                                |
| 2002 | Xavier Naidoo | - Die Toten Hosen - Herbert Grönemeyer - No Angels - Sportfreunde Stiller |
| 2003 | Die Ärzte     | - Guano Apes - Xavier Naidoo - Seeed - Wir sind Helden                    |
| 2004 | Beatsteaks    | - Die Ärzte - Die Toten Hosen - Rammstein - Sportfreunde Stiller          |
| 2005 | Rammstein     | - Beatsteaks - Fettes Brot - Silbermond - Wir sind Helden                 |
| 2006 | Bushido       | - Die Toten Hosen - Rammstein - Silbermond - Sportfreunde Stiller         |
| 2007 | Bushido       | - Beatsteaks - Juli - Sido - Sportfreunde Stiller                         |
| 2008 | Fettes Brot   | - Die Ärzte - MIA. - Sido - Söhne Mannheims                               |
| 2009 | Silbermond    | - Jan Delay - Peter Fox - Söhne Mannheims - Sportfreunde Stiller          |

### Anni 2010
| Anno | Vincitore     | Nominati                                                      |
| ---- | ------------- | ------------------------------------------------------------- |
| 2010 | Sido          | - Gentleman - Jan Delay - Unheilig - Xavier Naidoo            |
| 2011 | Lena          | - Beatsteaks - Clueso - Culcha Candela - Frida Gold           |
| 2012 | Tim Bendzko   | - Cro - Kraftklub - Seeed - Udo Lindenberg                    |
| 2013 | Lena          | - Cro - Frida Gold - Sportfreunde Stiller - Tim Bendzko       |
| 2014 | Revolverheld  | - Marteria - Sido - Max Herre - Milky Chance - Cro            |
| 2015 | Lena          | - Andreas Bourani - Cro - Revolverheld - Robin Schulz         |
| 2016 | Max Giesinger | - Beginner - Robin Schulz - Mark Forster - Topic              |
| 2017 | Wincent Weiss | - Alle Farben - Cro - Mark Forster - Marteria                 |
| 2018 | Mike Singer   | - Bausa - Feine Sahne Fischfilet - Namika - Samy Deluxe       |
| 2019 | Juju          | - AnnenMayKantereit - Luciano - Marteria e Casper - Rammstein |

### Anni 2020
| Anno | Vincitore     | Nominati                                                |
| ---- | ------------- | ------------------------------------------------------- |
| 2020 | Fynn Kliemann | - Apache 207 - Lea - Nico Santos - Shirin David         |
| 2021 | Badmómzjay    | - Álvaro Soler - Provinz - Tokio Hotel - Zoe Wees       |
| 2022 | Badmómzjay    | - Giant Rooks - Nina Chuba - Leony - Kontra K           |
| 2023 | Kontra K      | - Apache 207 - Ayliva - Luciano - Nina Chuba - Ski Aggu |
| 2024 | Ayliva        | - K.I.Z - Luciano - Pashanim - Shirin David             |